# Сандалак
Сандалак (баш. Сандалыҡ) — упразднённый в 2005 году посёлок Михайловского сельсовета Бижбулякского района Республики Башкортостан. Проживали чуваши.

## География
Находился на автодороге от Кистенли-Ивановка к Менеуз-Москва, у реки Сандалыҡ (Сандалак).

### Географическое положение
Расстояние до (на 1 января 1969):
- районного центра (Бижбуляк): 20 км,
- центра Кистенли-Ивановского сельсовета (Кистенли-Ивановка): 2 км,
- ближайшей ж/д станции (Приютово): 20 км.

## История
Название происходит от названия речки Сандалыҡ.
В 1969 году входил в Кистенли-Ивановский сельсовет.
Закон «О внесении изменений в административно-территориальное устройство Республики Башкортостан в связи с образованием, объединением, упразднением и изменением статуса населённых пунктов, переносом административных центров» от 20 июля 2005 года № 211-з., ст.1 гласил:

4. Упразднить следующие населённые пункты:
….

11) в Бижбулякском районе:
а) поселок Сандалак Михайловского сельсовета;
б) деревню Веселая Роща Кенгер-Менеузовского сельсовета;
в) поселок Озеровка Сухореченского сельсовета;
г) поселок Сергеевка Каменского сельсовета;

д) поселок Тумашелга Калининского сельсовета

## Население
На 1 января 1969 года проживали 120 человек; преимущественно чуваши.